# 张鸿南
華人甲必丹张鸿南（1860年—1921年），字耀轩，人称張阿輝，印尼華裔富商，生於大清廣東省梅縣人，客家人，在荷屬東印度（今印度尼西亞）棉蘭致富，是實業家、銀行家。其家族在苏门达腊创建了庞大的事業。
1911年，張阿輝被荷蘭殖民政府任命為華人領袖甲必丹，接替去世的兄長張爵軒。
其女兒張福英嫁臺灣富商林景仁，即台湾五大家族之一板橋林家林爾嘉的長公子。

## 生平
张鸿南建立的产业雇佣了超过10,000名工人。由于其在经营上的成功，他同日里蘇丹國的统治者们维持了良好的关系，这些统治者中包括德利蘇丹马克蒙·拉希德（Makmun Al Rasjid）以及荷兰殖民当局。1911年，张鸿南被任命为棉蘭的华人社区的甲必丹（Majoor der Chineezen），以接替其兄张煜南（Tjong Yong Hian）。作为华人社区的最高领袖，他被当地人尊崇，因为他同该城的经济和政治系统联系密切。 他投资于种植园、橄榄油厂及糖厂、日里银行、中华银行、潮汕铁路。
1921年，张鸿南逝世。